# Wolfgang Sauseng

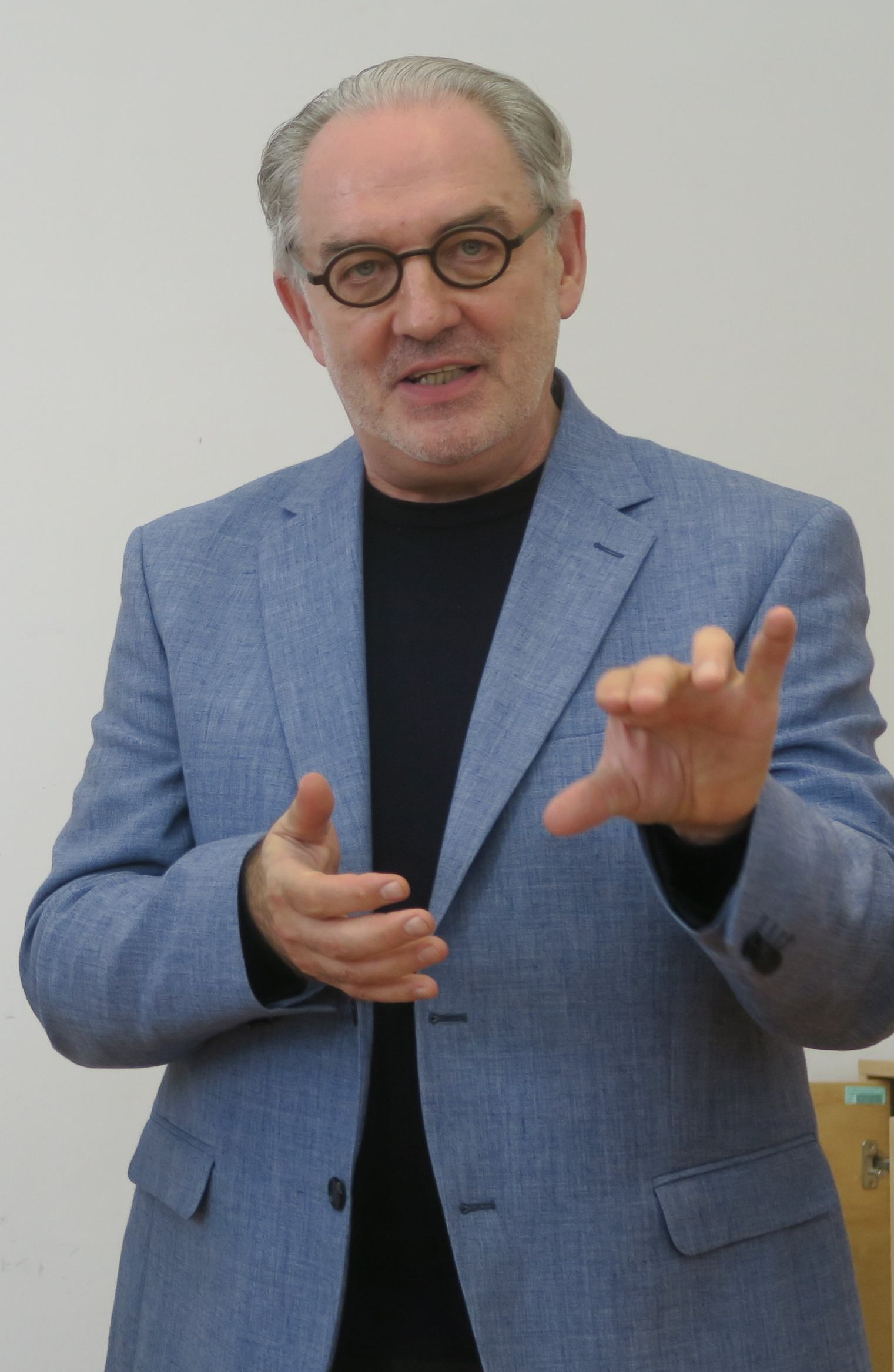
Wolfgang Sauseng beim Orgelsymposium der Musikuniversität Wien, 20. Oktober 2018

Wolfgang Sauseng (* 6. Juli 1956 in Graz) ist ein österreichischer Komponist, Organist und Dirigent.

## Leben
Wolfgang Sauseng absolvierte seine musikalische Ausbildung an der Universität für Musik und darstellende Kunst Wien, die er 1979 mit den Diplomen in Kirchenmusik (mit Auszeichnung und Abgangspreis) und 1984 in Orchesterdirigieren beendete. Zu seinen Lehrern zählten dabei u. a. Anton Heiller, Erich Urbanner, Alfred Mitterhofer, Karl Österreicher und Thomas Christian David. Bereits während seiner Studienzeit bekleidete er das Amt des Organisten an der Wiener Michaelerkirche, das er bis 2008 innehatte. Ab 1979 leitete er die aus der Michaelerkirche übertragenen Fernsehproduktionen (Aschermittwoch der Künstler) und organisierte das alljährliche Internationale Orgelfest St. Michael.
Im Jahr 1982 nahm er nicht nur seine Lehrtätigkeit an der Universität für Musik und darstellende Kunst Wien auf, sondern wurde auch für zwei Jahre Korrepetitor beim Wiener Jeunesse-Orchester. Ab 1989 hatte er an der Universität Mozarteum in Salzburg eine ordentliche Professur für Tonsatz und Kirchliche Komposition inne, bis er 1996 zum ordentlichen Professor am Institut für Orgel, Orgelforschung und Kirchenmusik an die Universität für Musik und darstellende Kunst Wien berufen wurde.
Als Organist konzertierte Wolfgang Sauseng in Österreich, der Schweiz, Italien und England und spielte viele Werke in Rundfunk- und CD-Aufnahmen ein. Im Rahmen seiner Beschäftigung mit Alter Musik gründete er das Vokal- und Instrumentalensemble Capella Archangeli, das international auftritt und sich auch für neue Kirchenmusik engagiert.

## Auszeichnungen
- 1974: Musikförderungspreis der Stadt Graz[3]
- 1975: Kulturpreis der Stadt Graz[2]
- 1985: Kulturpreis der Stadt Graz[2]
- 1994: Erwin-Ortner-Preis[4]
- 2018: Preis der Stadt Wien für Musik[5]

## Werke (Auswahl)

### Ensemblemusik
- Zwei Psalmen – Duo für Flöte und Orgel mit Solostimme Sopran (1978)[6]
- Tanzstück I – Trio für Flöte, Tamburin und Cembalo (1981)[6]
- Communio pro Dom. – II. Adventus, Trio für Piccoloflöte, Orgel und Viola mit Solostimme Bass (Lateinisch) (1982)[6]
- Madres – Duo für Perkussion und Orgel mit Terzett aus drei Frauenstimmen (1983)[6]
- Estampies – Duo für Orgelpositiv und Cembalo (1983)[6]
- Fürchte dich nicht, Maria – Antiphon zum Magnificat, Quartett für Fagott, Blockflöte, Perkussion und Viola mit Solostimme Tenor (1983)[6]
- Weise vom Tod – Quartett für Saxophon, Perkussion, Gitarre und präpariertes Klavier mit Solostimme Tenor nach Texten von Inge Merkel (1986)[6]
- Wiener Totentanz – Oktett für drei Posaunen, Saxophon, Perkussion, Gitarre, Klavier und Viola (1987)[6]
- Und ist kein Halt – Vier Stücke über ein hebräisches Gebet, Duo für Perkussion und Klavier mit Terzett aus drei Frauenstimmen (1988)[6]
- Ciacona per tromba e organo – Duo für Trompete und Orgel (1989)[6]
- Magnificat – Sextett für drei Posaunen, zwei Trompeten und Orgel mit Chor und Solostimme Mezzosopran (1989)[6]
- Zucht er vnd Lob – per canto e basso, Duo für Flöte und Posaune (1993)[6]
- Archaia Thalassa – Un Viaggio Nel Mare Antico, Quintett für zwei Violinen, Viola, Violoncello und Solostimme Mezzosopran (1999)[6]
- Hiobsgesänge – für Chor und Ensemble nach Texten von Paul Celan und Ingeborg Bachmann (2001)[6]
- Drei ernste Gesänge – für hohen Bariton und 10 Bläser nach Texten von Erich Rentrow (2005)[6]
- Motette aus „Passio Iesu“ – Fassung für acht Blechbläser (2006)[6]
- Totentanz – Quartett für Akkordeon, Violine, Violoncello und Kontrabass mit gemischtem Chor vierstimmig nach Texten von Wolfgang Hermann (2008)[6]
- Der Graf von Öderland – Quartett für Akkordeon, Violine, Violoncello und Kontrabass nach Texten von Max Frisch (2011)[6]

### Vokalmusik
- Pater noster – Solo für Orgel und gemischten Chor (1976)[6]
- Messe – Solo für Orgel mit Chor und zwei Frauenstimmen (1984)[6]
- Kleine Motette – Solo für Chor nach Texten von Matthias Claudius (1984)[6]
- Gesänge um den Frieden – für Chor und Solostimmen nach Texten von Gertrud von Le Fort (1985)[6]
- Psalmmotette – Solo für Chor (1985)[6]
- Altindisches Gebet – für Chor (1986)[6]
- Proprium zum fünften Fastensonntag – Solo für Orgel, Kantor und Chor (1990)[6]
- In Angustiis – Vier Sätze zum Gottesdienst für Orgel solo und Solostimme (1991)[6]
- An Wasserflüssen Babylon – Liedmotette für Männerchor vierstimmig (1992)[6]
- Vier kleine Chöre – für gemischten Chor nach Texten von Matthias Claudius, Bertolt Brecht und Sándor Petöfi (1992)[6]
- Era sventura sapere – Recitativo, con due streghe e Madrigale a tre, Terzett für zwei Sopranstimmen und Mezzosopran nach Texten von Francesca Guerriero (italienisch)(1994)[6]
- Missa per l’organo – in Dominicis Adventus, Solo für Orgel und Chor (italienisch, lateinisch) (1994)[6]
- Gorm Grymme – Chorballade für vierstimmigen gemischten Chor nach Texten von Theodor Fontane (1998)[6]
- ...in grünen Stein geschlossen – für gemischten Chor fünfstimmig (2004)[6]
- Mondgott – für vierstimmigen Chor und Solo für Frauenstimme nach Texten von Erich Rentrow (2005)[6]
- Wo wohnt die Seele? – für vierstimmigen Chor und Solo für Frauenstimme nach Texten von Erwin Rentrow (2005)[6]
- De visione duodecima – für vierstimmigen gemischten Chor nach Texten von Hildegard von Bingen (2010)[6]